# 射手路
射手路（Rue des Archers）是法国里昂的一条街道，位于里昂第二区科德利埃区，靠近白莱果广场。从愛德華·赫里欧路到策肋定广场。最近的地铁站是A线的白莱果站。

## 历史
这条路得名于一个皇家弓箭手兵营。自13世纪起，这个地点是雅各宾修道院，在法国大革命期间解散。这条路开辟于19世纪中叶。 1827年有41台织机。左拉路和策肋定广场之间的一段称为Passage Couderc，在1873年废除。五年后，这一段并入射手路。 1923年，有19个门牌号码的建筑物。3号是由亨利Feuga建，然后遗赠£到济贫院。